# Dutch Open 1974
Die Dutch Open 1974 im Badminton fanden vom 8. bis zum 10. Februar 1974 in Beverwijk statt.

## Sieger und Platzierte
| Disziplin    | Gold                               | Silber                             | Bronze                            |
| ------------ | ---------------------------------- | ---------------------------------- | --------------------------------- |
| Herreneinzel | Svend Pri                          | Sture Johnsson                     | Thomas Kihlström                  |
| Herreneinzel | Svend Pri                          | Sture Johnsson                     | Ray Stevens                       |
| Dameneinzel  | Eva Stuart                         | Joke van Beusekom                  | Lily Weijers                      |
| Dameneinzel  | Eva Stuart                         | Joke van Beusekom                  | Deirdre Tyghe                     |
| Herrendoppel | Ray Stevens Mike Tredgett          | Elliot Stuart Derek Talbot         | Bengt Fröman Thomas Kihlström     |
| Herrendoppel | Ray Stevens Mike Tredgett          | Elliot Stuart Derek Talbot         | Sture Johnsson Gert Perneklo      |
| Damendoppel  | Brigitte Steden Marieluise Zizmann | Anette Börjesson Eva Stuart        | Marja Ridder Agnes van der Meulen |
| Damendoppel  | Brigitte Steden Marieluise Zizmann | Anette Börjesson Eva Stuart        | Marjan Luesken Joke van Beusekom  |
| Mixed        | Roland Maywald Brigitte Steden     | Wolfgang Bochow Marieluise Zizmann | Gert Perneklo Eva Stuart          |
| Mixed        | Roland Maywald Brigitte Steden     | Wolfgang Bochow Marieluise Zizmann | Horst Lösche Irmgard Gerlatzka    |

## Finalresultate
| Disziplin    | Sieger                             | Finalist                           | Ergebnis           |
| ------------ | ---------------------------------- | ---------------------------------- | ------------------ |
| Herreneinzel | Svend Pri                          | Sture Johnsson                     | 15–7, 15–7         |
| Dameneinzel  | Eva Stuart                         | Joke van Beusekom                  | 7–11, 11–0, 11–9   |
| Herrendoppel | Ray Stevens Mike Tredgett          | Elliot Stuart Derek Talbot         | 8–15, 15–12, 15–4  |
| Damendoppel  | Brigitte Steden Marieluise Zizmann | Anette Börjesson Eva Stuart        | 15–6, 15–10        |
| Mixed        | Roland Maywald Brigitte Steden     | Wolfgang Bochow Marieluise Zizmann | 15–7, 11–15, 15–12 |